# Florian Wieder
Florian Wieder (* 27. Februar 1968 in München) ist ein Designer, Creative Producer und Fernsehproduzent. Er entwarf das Design von TV-Events, Shows und Tourneen.

## Leben
Wieder studierte Design und gründete 1995 die Entertainmentproduktionsfirma „Wieder Design“ mit Sitz in Los Angeles und München. Er arbeitete unter anderem mit Künstlern wie Beyonce, Robbie Williams, U2, Jennifer Lopez, Usher, Kanye West, The Killers und The Foo Fighters. Er war Designer und Creative Producer für die MTV Video Music Awards (USA) von 2011 bis 2015. Für die MTV Europe Music Awards war Wieder von 2007 bis 2015 der verantwortliche Designer und wurde dreimal hintereinander dafür mit dem BDA Promax Award in Gold ausgezeichnet. Er entwickelte seit 2011 sieben Mal das Erscheinungsbild für den Eurovision Song Contest sowie für die britischen TV-Shows The X Factor und Britain’s Got Talent. In den USA war er für das Design der Shows The X Factor, America’s Got Talent, American Idol, VH1 Divas, Spike Video Game Awards, CMT Music Awards und World of Dance mit Jennifer Lopez verantwortlich. In Deutschland entwickelte er das Design vieler Shows, so für die Bambi Preisverleihung, den Echo Musikpreis, Deutschland sucht den Superstar, Germany’s Next Topmodel, Schlag den Raab und Wetten, dass..?

## Auszeichnungen
- Deutscher Fernsehpreis 2006 in der Rubrik Beste Ausstattung (Bühnenbild u. Studiodesign)[13]
- Primetime EMMY Award 2011 (USA) Best Production Design für das Produktionsdesign der MTV Video Music Awards im Jahr 2010[14]
- Deutscher Fernsehpreis 2011 für den Eurovision Song Contest 2011[15]
- Royal Television Society Award 2017 (UK)[16]